# Çimenbağ, Gazipaşa
Çimenbağ là một xã thuộc huyện Gazipaşa, tỉnh Antalya, Thổ Nhĩ Kỳ. Dân số thời điểm năm 2011 là 128 người.